# Горкенберг

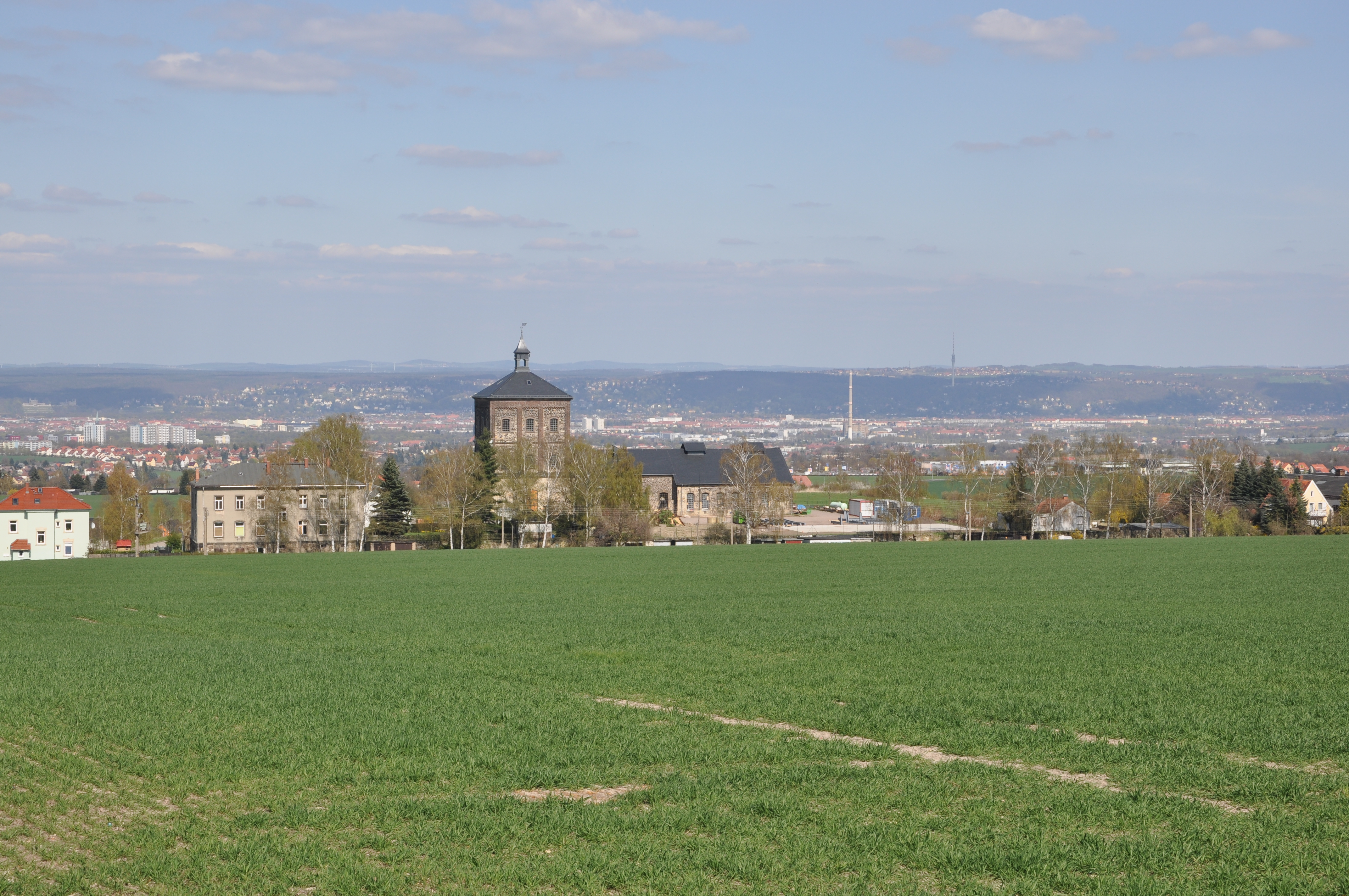
Вид з Горкенберга на Малаковську вежу Марієншахту з Дрезденом на задньому плані (2015)

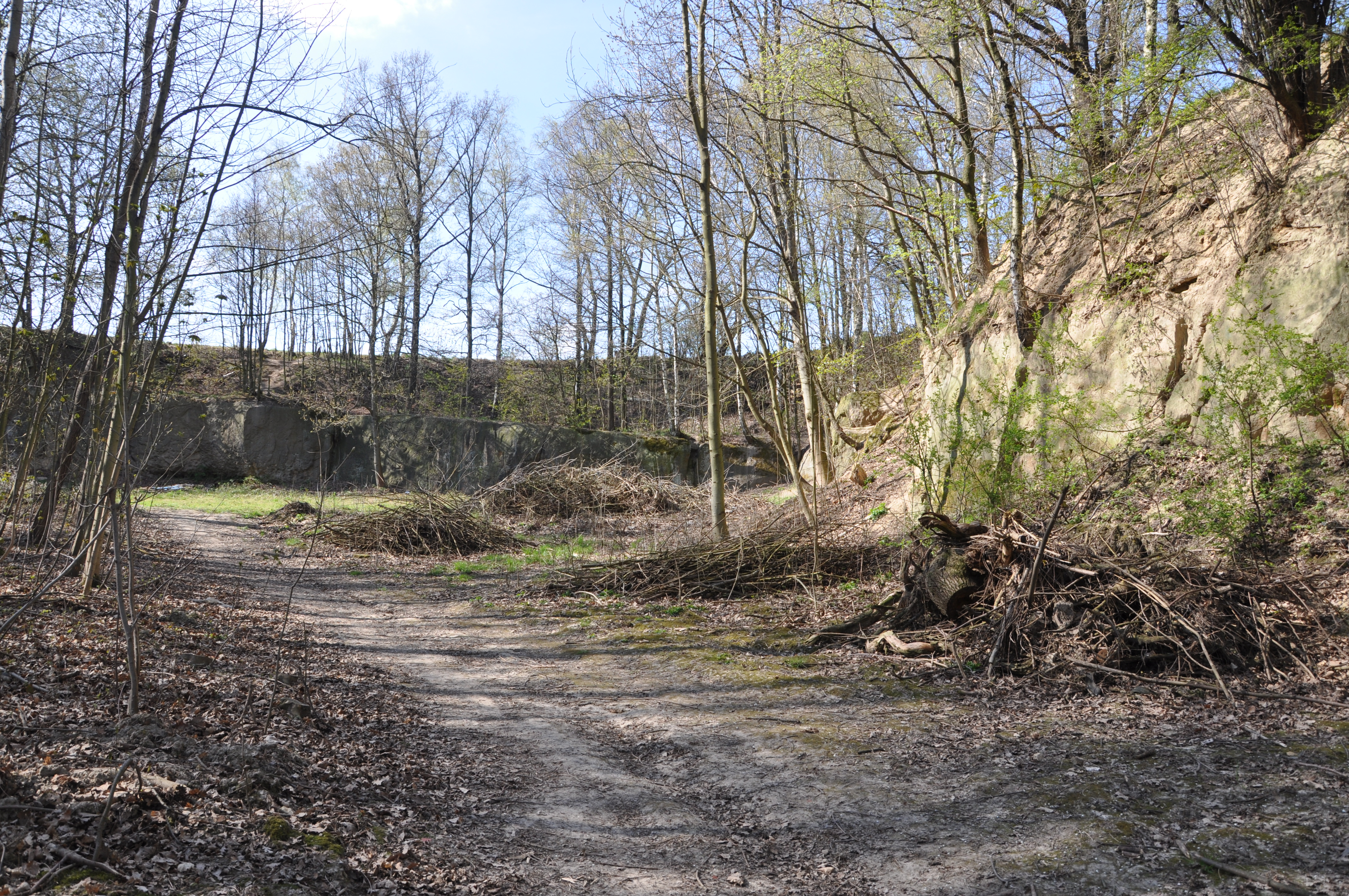
Горкенберг. Кар'єр пісковику. (2015)

Горкенберг (підніжжя Рудних гір), 334,7 м, висота в передгір'ях Рудних гір біля Клайннаундорфа, місто Фрайталь, район Саксонської Швейцарії — Східні Рудні гори, Саксонія.

## Географія
Горкенберг піднімається в 3,7 км на схід від центрального міста Фрайталь і приблизно в 7 км на південь від внутрішнього старого міста Дрездена. Райони Куннерсдорф (північ), Бодеріц (північний схід) і Банневіц (схід), а також район Нойбанневіц (південь) муніципалітету Банневіц і район Клайннаундорф (захід) міста Фрайталь простягаються вздовж пологого схилу. На західній стороні гори знаходиться верхів'я Кайцбаха, що впадає в Ельбу в Дрездені. На південь тягнеться глибоко врізана долина притоки Вайсзеріца Пойзенбах.

## Геологія
Вершина Горкенберга складається з глиняного пісковику, який також відомий з Ельбських пісковикових гір. Підошва гори, з іншого боку, складається з гнейсових конгломератів з Ротлігенда басейну Делена. Зокрема, на західному схилі оголюється порфіровий туф Вахтельберга, який тут перекриває старіші скелі Ротлігенда у вигляді загального випоту. У XIX та XX століттях шари кам'яного вугілля в Ротлігенді були предметом жвавого видобутку, спочатку для кам'яного вугілля, а пізніше (до 1989 року) для уранової руди.